# Powiat de Giżycko
Le powiat de Giżycko (en polonais : powiat giżycki) est une unité de l'administration territoriale (district) et du gouvernement local dans la voïvodie de Varmie-Mazurie en Pologne. 

## Divisions administratives

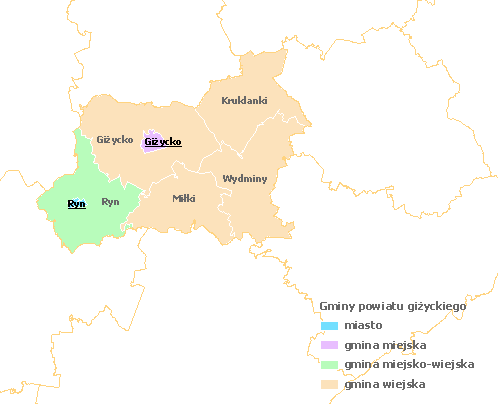
Carte du powiat (en polonais)

Le powiat est composé de 6 communes :
| Gmina                               | Type de zone   | Superficie (km²) | Population (2006) | Chef-lieu |
| Giżycko                             | urbaine        | 13,9             | 29 667            |           |
| Giżycko                             | rurale         | 289,8            | 7 671             | Giżycko * |
| Wydminy                             | rurale         | 233,5            | 6 650             | Wydminy   |
| Ryn                                 | urbaine-rurale | 211,2            | 5 986             | Ryn       |
| Miłki                               | rurale         | 169,4            | 3 861             | Miłki     |
| Kruklanki                           | rurale         | 201,0            | 3 028             | Kruklanki |
| * le chef-lieu extérieur à la gmina |                |                  |                   |           |